# Rhodostemonodaphne steyermarkiana
Rhodostemonodaphne steyermarkiana är en lagerväxtart som först beskrevs av Allen, och fick sitt nu gällande namn av H. van der Werff. Rhodostemonodaphne steyermarkiana ingår i släktet Rhodostemonodaphne och familjen lagerväxter. Inga underarter finns listade i Catalogue of Life.